# Dysurie
La dysurie est la difficulté à l'évacuation de l'urine, sans tenir compte de la douleur qui peut être associée. Elle est souvent méconnue car indolore et d'installation progressive.

## Description
On décrit la dysurie d'attente, initiale au début de la miction (l'urine sort difficilement avec un délai de quelques secondes) et la dysurie de poussée, parfois terminale. 
Cette dysurie peut s'accompagner d'une diminution de la force du jet, d'un allongement du temps de la miction. La durée d'une miction normale varie de 30 à 35 secondes, en dysurie elle peut atteindre 1 minute. On en rapproche les mictions en deux temps, les gouttes retardataires et la sensation de vessie non vide en fin de miction.
Elle peut se manifester par des mictions plus fréquentes, le jour ou la nuit, impérieuses.

## Retentissement de la dysurie
À la suite d'une dysurie, la vessie va subir des changements pour une compensation de l'obstacle qui bloque le libre cours des urines de l'extérieur.
- Stade de vessie de lutte : C'est le premier stade. Le muscle de la vessie (détrusor) se contracte plus que le normal pour lutter contre le rétrécissement de l’urètre. Ces contractions induisent après un certain temps une hypertrophie inégale des muscles de la vessie dessinant sous la muqueuse des colonnes délimitant entre elles des cellules. C'est la vessie à cellules et colonnes qui constitue un premier signe de vessie de lutte.

- Stade de diverticule : C'est un stade plus évolué, où la vessie ne peut plus lutter contre l'obstacle. Entre les faisceaux musculaires au niveau des cellules les plus faibles, la muqueuse vésicale subira une hernie faisant saillie hors de la vessie et devenant un diverticule.

Ces diverticules, de tailles très variables, peuvent faire stagner de l'urine qui aura du mal à s'évacuer puisque aucun muscle ne les entoure.
Dans ce stade, le résidu post-mictionnel est différent de 0, constituant une gêne de la vessie et pouvant être la source d'infection urinaire récidivante ou d'abcès.
- Distension : C'est le stade de décompensation. La vessie, incapable de lutter contre l'obstacle, va finir par se distendre en augmentant de capacité. Cette augmentation va déterminer le résidu post-mictionnel, qui augmente en fonction du retentissement de l'obstacle. Ceci résultera en une rétention vésicale incomplète (vidange incomplète de la vessie lors de la miction laissant un résidu). Cette rétention incomplète peut évoluer vers une rétention complète lors d'une augmentation aiguë du volume de l'obstacle (comme une poussée inflammatoire d'un adénome prostatique). La distension vésicale peut se compliquer vers une distension urinaire avec stagnation des urines dans le haut appareil urinaire donnant à un stade ultime une insuffisance rénale obstructive avec dilatation urinaire. Le mécanisme de cette distension peut se produire soit par la compression et l'obstruction des uretères contre le muscle, ou le passage forcé des urines à contre-courant à la suite d'une hypertension intra-vésicale.

## Causes
- Endométriose (femme)
- Hypotension
- Arthrite réactive
- Cancer de la vessie
- Cancer de la prostate (homme)
- Hypertrophie bénigne de la prostate (homme)
- Infection urinaire :
  - cystite ;
  - prostatite (homme) ;
  - pyélonéphrite ;
  - infections sexuellement transmissibles, dont la gonorrhée, le  chlamydia, le Trichomonas vaginalis.
- Néphrolithiase (colique néphrétique)
- Sténose de l'urètre antérieur
- Appendicite pelvienne
- Maladies neurologiques avec dysfonction de la miction.
- Fibromyome antérieur ou latéral
- Syndrome d'Ehlers-Danlos

## Complications
- Distension vésicale
- Rétention aiguë d'urine
- Hydronéphrose
- Infection urinaire
- Insuffisance rénale chronique
- Syndrome obstructif urinaire